# جون ر. هودج
جون ر. هودج (بالإنجليزية: John R. Hodge)‏ هو قائد عسكري أمريكي، ولد في 12 يونيو 1893 في غولكوندا في الولايات المتحدة، وتوفي في 12 نوفمبر 1963 في واشنطن العاصمة في الولايات المتحدة.

## وصلات خارجية
- جون ر. هودج على موقع الموسوعة البريطانية (الإنجليزية)